# Boris Dmitrijewitsch Grischin
Boris Dmitrijewitsch Grischin (russisch Борис Дмитриевич Гришин; * 4. Januar 1938 in Moskau) ist ein ehemaliger sowjetischer Wasserballspieler. Bei Olympischen Spielen gewann er eine Silber- und eine Bronzemedaille. Bei Europameisterschaften war er mit der sowjetischen Nationalmannschaft einmal Titelgewinner und einmal Zweiter.

## Sportliche Karriere
Der 1,91 Meter große Grischin spielte für Dynamo Moskau.
Bei der Europameisterschaft 1962 in Leipzig erreichte die sowjetische Mannschaft ungeschlagen die Endrunde und spielte dann zweimal Unentschieden. Es siegten die Ungarn vor den Jugoslawen und der sowjetischen Mannschaft. Bei den Olympischen Spielen 1964 in Tokio war Grischin in allen sechs Spielen dabei und erzielte sein einziges Tor im Vorrundenspiel gegen Australien. Olympiasieger wurden die Ungarn vor den Jugoslawen und der sowjetischen Mannschaft, nachdem das Team in den beiden letzten Spielen gegen Jugoslawien und Ungarn verloren hatte. Zwei Jahre später bei der Europameisterschaft 1966 in Utrecht gewann die sowjetische Mannschaft erstmals den Europameistertitel. Nach zwei Unentschieden gegen Italien und Jugoslawien besiegte die sowjetische Mannschaft das Team aus der DDR durch ein Tor von Boris Grischin mit 1:0 und erhielt die Goldmedaille vor dem Team aus der DDR und den Jugoslawen. Die Ungarn, die zuvor dreimal in Folge den Titel gewonnen hatten, belegten nur den fünften Platz. Bei den Olympischen Spielen 1968 in Mexiko-Stadt war Grischin in allen acht Partien dabei und erzielte drei Tore. Die sowjetische Mannschaft belegte in der Vorrunde den zweiten Platz hinter den Ungarn und besiegte im Halbfinale die Italiener mit 8:5. Im Finale gegen die Jugoslawen unterlag die sowjetische Mannschaft mit 11:13 Toren.
Boris Grischin heiratete die Fechterin Walentina Rastworowa. Ihr Sohn Jewgeni Grischin wurde Olympiasieger im Wasserball, ihre Tochter Jelena Grischina wurde Fechterin.